# Saguinus graellsi
El tamarino de Graells (Saguinus graellsi o Saguinus nigricollis graellsi) es una especie de primate platirrino de la familia Callitrichidae que habita en la Amazonia, en el sudeste de Colombia, oriente de Ecuador y noreste de Perú. Algunos autores lo consideran una subespecie del tamarino de manto negro (Saguinus nigricollis), debido a que difiere de esta especie por la coloración oliva-marrón pálido en la parte baja de la espalda, nalgas y muslo. Las dos especies son simpátricas en Colombia (un argumento de peso para tratarlas como especies diferentes); sin embargo, la exactitud de esta clasificación ha sido cuestionada.